# Слупя-под-Бралінем
Слупя-под-Бралінем (пол. Słupia pod Bralinem) — село в Польщі, у гміні Пежув Кемпінського повіту Великопольського воєводства.
Населення — 356 осіб (2011).
У 1975-1998 роках село належало до Каліського воєводства.

## Демографія
Демографічна структура станом на 31 березня 2011 року:
|          | Загалом | Допрацездатний вік | Працездатний вік | Постпрацездатний вік |
| -------- | ------- | ------------------ | ---------------- | -------------------- |
| Чоловіки | 177     | 34                 | 124              | 19                   |
| Жінки    | 179     | 33                 | 105              | 41                   |
| Разом    | 356     | 67                 | 229              | 60                   |